# Józef Chrzanowski
Józef Chrzanowski (ur. 1844 w Tule, zm. 7 stycznia 1915 w Kaliszu) – polsko-rosyjski architekt, inżynier gubernialny guberni kaliskiej w latach 1875–1903, inżynier miejski Kalisza w latach 1902–1903.

## Życiorys
Urodził się w polsko-rosyjskiej rodzinie szlacheckiej w Tule. Matka była prawosławną Rosjanką, a ojciec wywodził się najprawdopodobniej ze szlachty z okolic Wilna. Jego brat, Iłarion Chrzanowski na przełomie XIX i XX wieku pełnił funkcję policmajstra Łodzi.
W młodości wraz z rodzicami przeniósł się do Wilna, gdzie ukończył gimnazjum. W latach 1864–1868 studiował w Szkole Budowlanej (późniejszym Instytucie Inżynierów Cywilnych) w Petersburgu,  uzyskując tam dyplom inżyniera cywilnego z prawem do rangi służbowej X klasy. Zatrudnił się w Komitecie Techniczno-Budowlanym Ministerstwa Spraw Wewnętrznych jako pomocnik architekta. Z przydziału ministerstwa pracował na budowie kolei między Kurskiem a Charkowem, brał także udział w projektowaniu kolei z Berdiańska do Aleksandrowska.
W latach 1870–1875 pracował dla księcia Siergieja Gagarina, mieszkał wówczas w obecnym Pławsku, gdzie miał zbudować szpital pawilonowy otoczony rozległym parkiem krajobrazowym według projektu Iwana Sztroma. Samodzielnie zaprojektował tam aptekę z laboratorium, dom dla służby dworskiej i hotel. W 1871 roku awansował do rangi radcy tytularnego.
W 1875 roku został przeniesiony do Kalisza, gdzie miał objąć stanowisko inżyniera guberialnego, zastępując M. Chersońskiego. Podczas swojej pracy w Kaliszu zatwierdził, korygował i nadzorował budowę kilkuset budynków, na zamówienie projektował także wiele budynków na terenie całej guberni. Był autorem projektów ratuszy, strażnic, teatrów, odwachów, obiektów przemysłowych, infrastruktury drogowej, kościołów, cerkwi, synagog i budynków mieszkalnych. Zajmował się także przebudowami i adaptacjami istniejących budynków, m.in. szpitala miejskiego w Kaliszu, przebudowami klasztorów na szkoły i modernizacjami obiektów miejskich. Prowadził budowę soboru Świętych Apostołów Piotra i Pawła w Kaliszu i nowej wieży kościoła św. Mikołaja.
W 1876 roku awansował do rangi asesora kolegialnego, w 1879 roku radcy nadwornego, a w 1882 roku kolegialnego doradcy. Przechodząc na emeryturę posiadał rangę radcy stanu. W 1892 i 1895 roku uczestniczył w ogólnorosyjskich zjazdach artystów i architektów w Petersburgu i Moskwie. Jego współpracownikiem był m.in. Eugeniusz Oraczewski.
Udzielał się m.in. jako kurator ochronki prawosławnej dla dzieci, członek zarządu Resursy Kaliskiej, członek Ochotniczej Straży Ogniowej, Rosyjskiego Towarzystwa Ratowania Tonących i kasy pożyczkowej przy Urzędzie Gubernialnym.
W 1900 roku obchodził jubileusz 25-lecia pracy w Kaliszu, połączony z otwarciem zaprojektowanego przez niego budynku teatru miejskiego. W praktyce urzędowej kilkakrotnie przypisywał sobie autorstwo projektów, które tylko korygował lub prowadził ich budowy. Na przełomie 1903 i 1904 roku przeszedł na emeryturę w związku z pogarszającym się stanem zdrowia. Był właścicielem działki na rogu ulic Młynarskiej i Staszica w Kaliszu, prawdopodobnie także projektantem wybudowanej na niej kamienicy. Od 1904 roku prowadził prywatną praktykę, projektując proste kamienice czynszowe i przebudowy obiektów. Projekty jego autorstwa były krytykowane i korygowane przez architektów powiatowych i miejskich z powodu braków pod względem funkcjonalnym i wątpliwych wyborów estetycznych, praktykę prowadził jednak co najmniej do 1910 roku.
Zmarł 7 stycznia (20 stycznia wg starego porządku) 1915 roku w kaliskim szpitalu św. Trójcy. Trzy dni później został pochowany na cmentarzu grecko-prawosławnym w Kaliszu.

## Odznaczenia
Źródło:
- Order Świętej Anny II stopnia (1879)
- Order Świętego Stanisława II stopnia (1889)

## Ważniejsze projekty i realizacje
Źródło:
- areszt wojskowy i odwach w Kaliszu (1882–1883, nie istnieje)
- kościół Narodzenia Najświętszej Maryi Panny w Chełmcach (1882–1883, wraz z J. Zdziennickim)
- siedziba Ochotniczej Straży Ogniowej w Kaliszu (1887–1889, nie istnieje)
- gmach kancelarii soboru i mieszkań dla duchownych przy ulicy Niecałej w Kaliszu (1887–1889)
- ratusz w Kaliszu (1887–1891, zniszczony w 1914 roku)
- kościół św. Mikołaja w Miłkowicach (ok. 1883)
- rzeźnia miejska w Kaliszu (1886–1890)
- pałac w Kościelcu (1887–1891, wraz z Eugeniuszem Oraczewskim)
- pomnik dla 15 Aleksandryjskiego Pułku Dragonów w Kaliszu (1889, nie istnieje)
- kościół św. Wojciecha w Grodźcu (1893–1900)
- gmach teatru miejskiego w Kaliszu (1901, zniszczony w 1914 roku)
- gmach Szkoły Realnej w Kaliszu (1902, wraz z inż. Reszką)
- Fabryka Fortepianów i Pianin Arnolda Fibigera (1899–1900)
- pomnik Aleksandra II w Kaliszu (1900, popiersie autorstwa Matwieja Czyżowa)
- kościół św. Gotarda w Rypinku (1907)

Prawdopodobnie brał też udział w projektowaniu kościołów w Osieku, Wrzącej, Ślesinie, Kraszewicach i Starym Mieście.

### Przebudowy i nadzór
- sobór Świętych Apostołów Piotra i Pawła w Kaliszu (prowadzenie budowy, 1875–1877, nie istnieje)
- nowa wieża kościoła św. Mikołaja w Kaliszu (prowadzenie budowy, 1875–1877)
- przebudowa i rozbudowa gmachu Trybunału Kaliskiego (1876–1877)
- remont więzienia w Kaliszu i budowa pawilonu szpitalnego (lata 80. XIX wieku)
- remont kościoła św. Bartłomieja Apostoła w Stawiszynie (ok. 1882)
- remont i rozbudowa szpitala św. Trójcy w Kaliszu
- przebudowa pobernardyńskiego zespołu klasztornego w Kaliszu na ochronkę prawosławną dla dzieci
- przebudowa pofranciszkańskiego klasztoru w Kaliszu na szkoły miejskie oraz biura
- adaptacja kamienicy na synagogę w Kaliszu
- przebudowa toru kolarskiego w Noskowie (1893, wraz z inż. Kurowskim, nie istnieje)
- projekt powiększenia kościoła w Liskowie (1894)
- rozbudowa i przebudowa kościoła w Kramsku (ok. 1910)